# Пенама
Пенама (на бислама: Penama) е една от шестте провинции на Република Вануату. Тя включва островите Маево, Амбае и Пентекост.
Името Пенама е получено от първоначалните букви от имената на островите – Пентекост, Амбае и Маево.
Населението на провинцията наброява 32 534 души (по преброяване от ноември 2016 г.) а областта която заема е 1198 км2. Областният център е град Саратамата, намиращ се на остров Амбае.